# Centre universitaire du droit de l'art
Le Centre universitaire du droit de l’art est un centre de l’Université de Genève ayant pour activités l’enseignement et la recherche en matière de droit de l’art et des biens culturels. Fondé en 1991, il se trouve à Genève au sein des bâtiments de l’UNIGE. Il a été créé notamment par le Professeur Marc André Renold sous l’impulsion du Professeur Pierre Lalive.

## Histoire
Les activités du Centre universitaire du droit de l’art eurent tout d’abord lieu sous l’égide de la Fondation pour le droit de l’art basée à Genève et créée en 1991. Depuis 2009, il est intégré à la Faculté de droit de l’Université de Genève, tout en continuant de bénéficier du soutien de la Fondation. De plus, L’Université de Genève, par sa Faculté de droit, et l’Organisation des Nations unies pour l’éducation, la science et la culture (UNESCO) ont signé un accord visant à établir une chaire en droit international de la protection des biens culturels, officiellement inaugurée le 19 novembre 2012.

## Objectifs
L’étonnante[non neutre] expansion du marché de l’art, conjuguée à une promotion accrue de la culture, depuis les trente dernières années[Quand ?] – en raison notamment de l’augmentation des échanges internationaux en matière d’art et de biens culturels – ont fait surgir un nombre croissant de questions juridiques qui explique la création d’une institution académique dédiée à l’étude du droit de l’art.
Les questions juridiques relatives au domaine de l’art et de la culture, de par leurs spécificités, peuvent être considérées de plus en plus comme une branche du droit à part entière. Ce domaine couvre tous les aspects juridiques en lien avec la création, l’exposition, la reproduction, la vente, le transfert et la protection des œuvres d’art comme des biens culturels. Qui plus est, le droit de l’art recoupe des champs juridiques aussi variés que le droit international public, le droit international privé, les droits réels, les droits d’auteur, le droit pénal, le droit des assurances, le droit douanier ou encore le droit fiscal.L’objectif du Centre du droit de l’art est de promouvoir et de coordonner des recherches et des travaux sur des questions actuelles du droit de l’art selon une approche interdisciplinaire incluant des personnes du monde du droit et du monde de l’art. Le Centre est ainsi à même de diffuser au mieux ses compétences et ses informations directement auprès du public comme auprès des entités spécifiquement intéressées (par exemple les artistes, les collectionneurs, les maisons de vente aux enchères, les marchands d’art, les musées, etc.). De plus, le Centre est souvent sollicité par des entités publiques ou privées pour rendre des avis de droit.

## Enseignements
Les activités d’enseignement du Centre sont destinées en priorité aux étudiants de bachelor et de master en droit de l’Université de Genève.
Chaque année, un enseignement de base intitulé le « Droit de la protection internationale des biens culturels : aspects suisses, comparatifs et internationaux », est dispensé. Un cours plus avancé sur le " Droit de la protection internationale des biens culturels" est également donné aux étudiants de master depuis 2013, dans le cadre de la Chaire UNESCO. Par ailleurs, un cours spécifique concernant le "Droit de l’archéologie et des musées : Aspects suisses et internationaux" s’adresse aux étudiants de la Faculté des Lettres en particulier aux archéologues et aux historiens de l’art.Tous les étés, le Centre et la Chaire UNESCO tiennent également, à Genève, en collaboration avec l’Université de Miami, une Summer School consacrée à la Protection internationale des biens culturels. Cet enseignement a pour but d’offrir aux étudiants un aperçu des principaux thèmes liés à ce domaine tel que le commerce des objets culturels ; la restitution des œuvres d’art volées ou pillées ; la protection des biens culturels en cas de conflit armé ; la protection du patrimoine bâti contre les catastrophes naturelles et anthropiques ; la sauvegarde du patrimoine culturel immatériel et de la diversité des expressions culturelles.

## Conférences et séminaires
Le Centre universitaire du droit de l’art organise régulièrement des colloques et des séminaires sur des sujets actuels du droit de l’art. Des académiciens et des spécialistes de renommée mondiale y participent pour donner lieu à des échanges de connaissances, sur un mode interdisciplinaire et ceci grâce aux expériences juridiques, artistiques des intervenants comme du public. Le Centre participe aussi à de nombreux événements donnés par d’autres institutions.

## Recherches
Les activités de recherche du Centre, se manifestent notamment par l’organisation de Colloques internationaux pluridisciplinaires et internationaux, par des publications, par la direction de thèses de doctorat ainsi que par la participation à des programmes de recherches. Le Centre dirige, par exemple, à la collection « Étude en droit de l’art » et mène également un programme de recherche soutenu à ces débuts par le Fonds national suisse de recherche scientifique (FNS) sur "les modes alternatifs de résolution de litiges en matière de biens culturels", dont le résultat est la plateforme ArThemis sur laquelle peut être trouvé des informations concernant des cas de retour et de restitution d'objets culturels. L'UNESCO est également partenaire de ce projet. Le Centre mène, en outre, un projet sur les pratiques responsables dans le marché de l’art (Responsible Art Market – RAM) en collaboration avec la Fondation pour le droit de l'art et différents acteurs du marché de l’art.

## Chaire UNESCO
L’Université de Genève, par sa Faculté de droit, et l’Organisation des Nations unies pour l’éducation, la science et la culture (UNESCO) ont signé un accord visant à établir une chaire en droit international de la protection des biens culturels, officiellement inaugurée le 19 novembre 2012.
Sous la responsabilité du Professeur Marc-André Renold, cette dernière vient compléter les activités du Centre et de ce fait renforce le rôle de l’UNIGE dans le domaine du droit de l’art et des biens culturels. Composée de deux volets, l’un axé sur l’enseignement et l’autre sur la recherche, elle a pour objectif d’enrichir l’offre de formation dans ce domaine ainsi que d’encourager la recherche.
UNITWIN (University Twinning and Networking), programme de l’UNESCO conçu pour mettre en réseau les universités, facilite en outre, les collaborations internationales

## Rôle de Consultant
Le Centre et sa direction sont appelés à jouer le rôle de consultant, dans différentes enceintes suisses (Office fédéral de la Culture, Administrations culturelles et musées cantonaux, Commission suisse de l’UNESCO, etc.) et internationales (UNESCO, Unidroit, ICCROM, Conseil de l’Europe) à l’occasion de projets spécifiques (Comités d’experts de l’UNESCO, négociations ayant amené à l’adoption de la Convention du Conseil de l’Europe sur les infractions visant des biens culturels de 2017, etc.).

## Centre de documentation
Le Centre universitaire a créé un Centre de documentation se trouvant au sein de l’Université de Genève, sous la forme d’une bibliothèque spécialisée en ouvrages et documents relatifs au droit de l’art. Cette dernière comprend des ouvrages de référence, des revues spécialisées et nombre d’autres documents relevant sur le sujet.

## Liens Externes
- Site officiel du Centre universitaire du droit de l’art
- Geneva Summer School – International cultural heritage law